# Dealurile Ciulucurilor

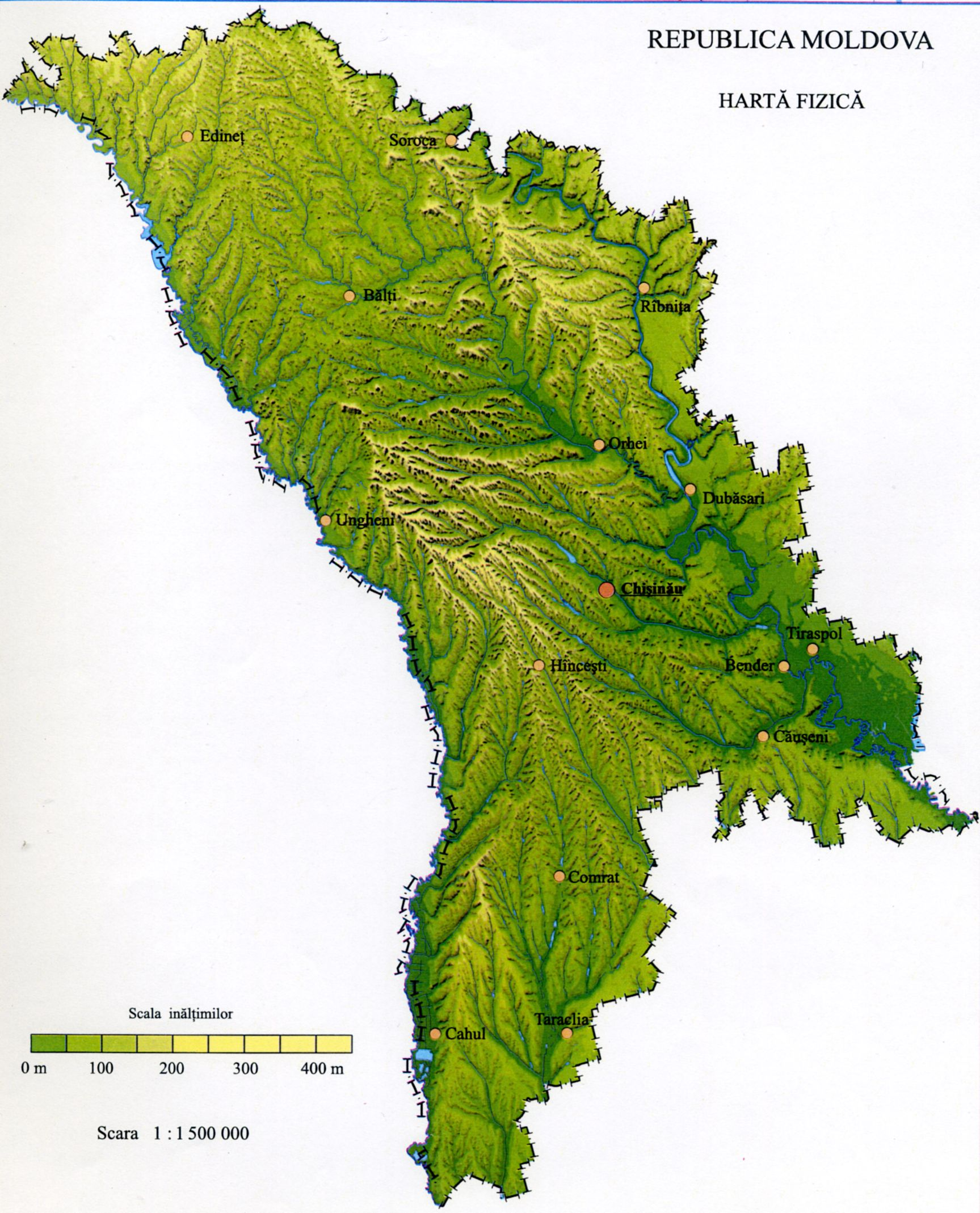
Harta fizică a Republicii Moldova

Dealurile Ciulucurilor (întâlnit și ca Podișul Ciuluc-Soloneț) este o formă de relief (podiș deluros) din partea central-nordică a Republicii Moldova. Sunt delimitate la sud de valea râului Cula la est de Răut, la nord de Câmpia Bălțului și la vest de valea Prutului (Câmpia Prutului de Mijloc).
Dealurile sînt puternic fragmentate, dezvoltându-se intens alunecările de teren. Procesele de alunecare și cele de eroziune au determinat răspîndirea largă a hîrtoapelor. Alunecările de teren ocupă suprafețe considerabile, afectind deseori localitățile, terenurile agricole, căile de transport etc.